# Enneapterygius etheostomus
Enneapterygius etheostomus är en fiskart som först beskrevs av Jordan och John Otterbein Snyder 1902.  Enneapterygius etheostomus ingår i släktet Enneapterygius och familjen Tripterygiidae. Inga underarter finns listade i Catalogue of Life.